# 10 Гігея
10 Гіге́я (англ. 10 Hygiea) — великий астероїд, що обертається у зовнішній частині головного поясу, між орбітами Марса та Юпітера. Це десятий відкритий астероїд: його виявив 12 квітня 1849 року італійський астроном Аннібале де Гаспаріс в Астрономічній обсерваторії Каподімонте в Неаполі. Назву об'єкт отримав на честь давньогрецької богині здоров'я Гігіеї.
Гігея є четвертим за об'ємом та масою об'єктом у головному поясі астероїдів, після Церери, Вести й Паллади. Її середній діаметр становить приблизно 433 км. Маса Гігеї становить близько 3 % від загальної маси поясу астероїдів. На поверхні виявлено два великі кратери діаметром близько 100 і 180 км. Завдяки своїм розмірам і формі, Гігею іноді розглядають як потенційну карликову планету, подібно до Церери. Поверхня Гігеї темна та багата на вуглець, складається переважно з силікатних гідратованих мінералів, які містять воду, амоній і карбонати. За складом і будовою Гігея має багато спільного з Церерою, що може свідчити про схожу історію формування.
Гігея є головним об'єктом родини Гігеї — великої групи астероїдів зі схожими орбітами та хімічним складом. На сьогодні до цієї групи належать понад 7 000 відомих астероїдів. На думку вчених, родина Гігеї утворилася внаслідок потужного зіткнення, яке сталося приблизно 2–3 мільярди років тому. Тоді Гігея була зруйнована на численні уламки, однак з часом частина їх повторно зібралася, сформувавши сучасне тіло майже кулястої форми.

## Історія

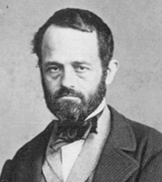
Аннібале де Гаспаріс

### Відкриття
Гігею відкрив італійський астроном Аннібале де Гаспаріс увечері 12 квітня 1849 року в обсерваторії Каподімонте в Неаполі, Італія. Того вечора він працював зі спеціальним телескопом — екваторіальним телескопом Рейхенбаха — і спостерігав ділянку неба в зоні, що називається 12-ю годиною прямого піднесення. Це була частина великого проєкту де Гаспаріса зі складання каталогу зір уздовж небесного екватора, включно з дуже тьмяними зорями до 14-ї зоряної величини, доволі слабкими для спостереження.
Порівнюючи свої спостереження з тодішніми зоряними картами, зокрема картою Берлінської академії наук, де Гаспаріс помітив новий об'єкт, схожий на слабку зорю з блиском близько 9–10 зоряної величини, який раніше не фігурував на жодній карті. Через кілька днів погода завадила продовжити спостереження, але 14 та 17 квітня йому вдалося знову побачити цей об'єкт. Спостерігаючи за його положенням у різні дні, де Гаспаріс помітив, що об'єкт змістився. Це свідчило, що це не звичайна зоря, а небесне тіло, яке рухається по небу. За характером руху вчений припустив, що це нова «планета», яка рухається між орбітами Марса і Юпітера — іншими словами, це був новий астероїд.
Про своє відкриття де Гаспаріс повідомив Фабрі Скарпелліні — секретарю наукового бюлетеня наукової кореспонденції в Римі. Той передав новину Генріху Християну Шумахеру — редактору відомого астрономічного журналу Astronomische Nachrichten, який опублікував повідомлення 11 травня 1849 року.
Гігея стала першим астероїдом, відкритим де Гаспарісом, і десятим астероїдом, відкритим в історії астрономії загалом. У наступні роки, з 1850 по 1853 рік, вчений відкрив ще шість астероїдів, а в 1860-х — ще два.

### Назва
Після відкриття астероїда де Гаспаріс звернувся до свого друга, директора обсерваторії Каподімонте, Ернесто Капоччі Бельмонте, щоб той допоміг обрати ім'я для нового об'єкта на знак подяки за підтримку та поради. Капоччі запропонував назвати астероїд «Ігея» — так італійською звучить ім'я Гігеї, грецької богині здоров'я і доньки Асклепія, бога медицини. Де Гаспаріс додав до цієї назви прикметник «Борбоніка» на честь короля Фердинанда II Бурбона, правителя Королівства Обох Сицилій, який підтримував діяльність обсерваторії Каподімонте. Разом вони надіслали листа з пропозицією імені «Ігея Борбоніка» (у перекладі — «Бурбонська Гігея») самому королю Фердинанду II 8 травня 1849 року. Вважається, що такий жест вшанування правлячої династії допоміг де Гаспарісу та Капоччі уникнути покарань за їхню участь у ліберальних рухах 1848 року.

Назва «Ігея Борбоніка» не згадувалася у перших повідомленнях про відкриття астероїда Гігеї, які надсилали європейським науковцям. Коли англійський астроном Джон Гершель дізнався про це відкриття від своїх колег із Неаполя, він запропонував іншу назву — «Партенопа». Це ім'я походить від сирени Партенопи з грецьких легенд, яка, за міфом, заснувала місто Неаполь. У листі, написаному у квітні 1849 року англійському математику Аугустусу де Моргану, Гершель зазначав:
«Поки що жодної назви не запропоновано. Як тобі ідея Партенопи (адже вона — неаполітанка)? Думаю, це могло б природно спасти на думку Гаспарісу, якщо він знайомий із класичною літературою.»

— Джон Гершель у листі до Аугустуса де Моргана (квітень 1849).
Джон Гершель листувався з іншими європейськими вченими та астрономами, аби дізнатися їхню думку щодо назви «Партенопа» для астероїда, відкритого де Гаспарісом. Проте до того часу, як Гершель звернувся безпосередньо до де Гаспаріса, астероїд уже майже місяць мав ім'я «Гігея». Редактор астрономічного журналу Astronomische Nachrichten Генріх Шумахер, дізнавшись про запропоновану де Гаспарісом і Капоччі назву, висловив своє незадоволення у листі до Гершеля від 26 червня 1849 року. Він скаржився, що ім'я написане італійською, а не латинською мовою, яка зазвичай використовувалась для назв планет і астероїдів. Попри це, де Гаспаріс підтримав пропозицію Гершеля і вирішив виконати його побажання. Вже 11 травня 1850 року він відкрив інший астероїд — 11 Партенопа, і у своєму повідомленні подякував Гершелю за вибір імені.
Існує кілька варіантів латинського написання назви Гігеї: Hygièa, Hygia та Hygea. Сучасна англійська форма — Hygiea — використовується рідше і є варіантом імені богині, яку в грецькій мові називають Ὑγίεια (Hygieia) або Ὑγεῖα (Hygeia). У 1850-х роках астрономи найчастіше писали назву як Hygeia, іноді — як Hygea. Проте до 1860-х років найпоширенішим став варіант Hygiea. Англійський астроном Джон Рассел Гайнд повідомляв, що прикметник «Борбоніка», який спершу додавали до назви, перестали використовувати вже з 1852 року.

### Символ і позначення
Як і всі астероїди, відкриті до неї, Гігея отримала власний астрономічний символ. У середині XIX століття такі символи широко використовували в астрономічних таблицях і текстах для позначення астероїдів — подібно до символів планет. Символ для Гігеї запропонував сам її відкривач, Аннібале де Гаспаріс. У листі до англійського астронома Джона Рассела Гайнда, написаному 4 листопада 1850 року, він пояснив, що символ Гігеї — це змія (як грецька літера дзета ζ), увінчана зорею. На вигляд цей символ справді нагадує змію, над якою розміщено зорю (). Змія — традиційний атрибут богині Гігеї, покровительки здоров'я. Її часто зображають із чашею, з якої п'є змія, і цей образ став настільки впізнаваним, що нині використовується як міжнародний фармацевтичний символ.
Через те, що символ для Гігеї оголосили занадто пізно, його не встигли включити до наступних астрономічних альманахів. Зокрема, його не було в Berliner Astronomisches Jahrbuch за 1850 рік та в American Ephemeris and Nautical Almanac за 1852 рік. Це був перший випадок, коли астероїд з'явився в таких виданнях без астрономічного символу. Американський астроном Бенджамін Апторп Гулд у січневому випуску Astronomical Journal за 1852 рік по-своєму інтерпретував символ Гігеї. Він вважав, що це мав бути посох Асклепія — палиця, навколо якої обвивається змія (). Цей образ є класичним символом медицини та добре відомий навіть сьогодні.
Обидва символи, які колись пропонували для позначення Гігеї, сьогодні майже не використовуються. Причина проста — кількість відкритих астероїдів згодом почала стрімко зростати, і створювати унікальний символ для кожного стало просто неможливо. У 1851 році німецький астроном Йоганн Франц Енке запропонував нову, зручнішу систему: замість символів вказувати порядковий номер відкриття в маленькому колі. Для Гігеї, як десятого відкритого астероїда, це був би символ ⑩. З часом астрономи почали активно використовувати цю систему в наукових текстах. Проте, коли астероїдів стало ще більше, навіть цифри в кружечках виявилися незручними. У підсумку ввели сучасне правило: писати номер відкриття в дужках перед назвою об'єкта. Тому нині Гігею позначають як (10) Hygiea або просто 10 Hygiea.
Центр малих планет (англ. Minor Planet Center) використовує для Гігеї тимчасові позначення A849 GA та A900 GA. Позначення A849 GA відповідає даті відкриття Гігеї — 1849 року, а A900 GA — випадковому повторному спостереженню у 1900 році, коли Гігею знову сфотографували під час огляду неба, який проводила Гарвардська обсерваторія в Арекипі, Перу (у каталозі вона тимчасово значилася як Arequipa 38).
Гігею іноді згадують і в астрології, але тут виникла плутанина із символами. Замість правильного символу — посоху Асклепія () — її позначають кадуцеєм Меркурія, жезлом із двома зміями, який насправді не має стосунку до медицини ().

### Класифікація

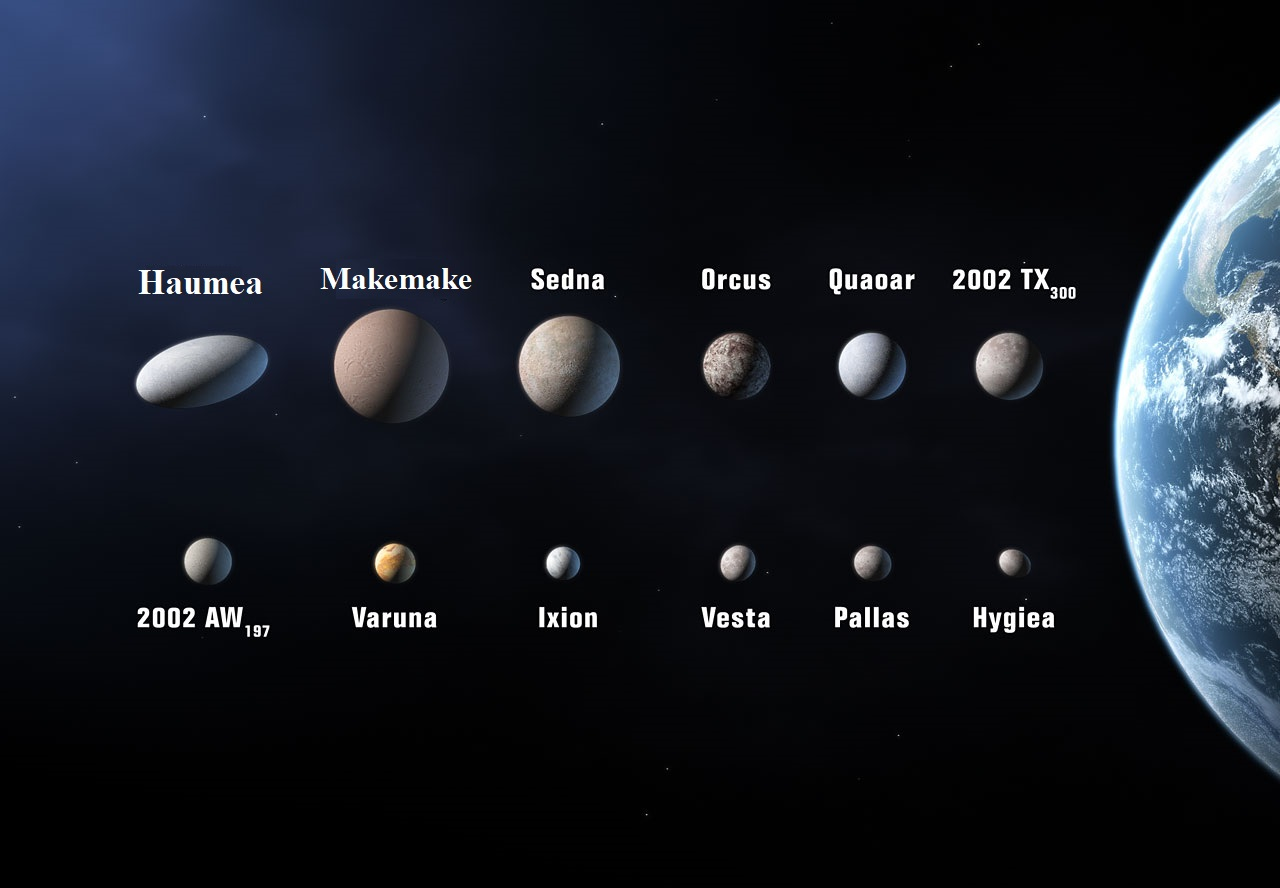
На цьому графіку, використаному в проєкті пропозиції МАС 2006 року, Гігіея вказана як потенційна планета.

Перші чотири відкриті астероїди — Церера (1801), Паллада (1802), Юнона (1804) та Веста (1807) — спочатку вважалися справжніми планетами. Протягом першої половини XIX століття їх часто так і називали, а деякі астрономи вважали їх планетами навіть до кінця століття. До моменту відкриття Гігеї у 1849 році ставлення до таких об'єктів почало змінюватися. Протягом кількох років після відкриття Гігею ще іноді називали планетою, але вже близько 1852 року в астрономічних публікаціях почали використовувати інші терміни — «мала планета» або «астероїд». Ці назви з'явилися ще до відкриття Гігеї, але саме у 1850-х роках, коли відкриття нових астероїдів почали відбуватися все частіше, вони стали стандартними. У другій половині XIX століття астрономи почали сприймати астероїди як окремий клас небесних тіл — групу об'єктів, які мають спільні властивості: наприклад, подібні орбіти або схожий склад. Через це індивідуальні особливості окремих астероїдів стали менш важливими, і їх дедалі частіше розглядали в контексті всієї групи.
У 2006 році Міжнародний астрономічний союз (МАС) працював над новим визначенням поняття «планета», розглядаючи можливість зарахувати Гігею або до планет, або до нової категорії — карликових планет. Рішення залежало від того, чи є Гігея достатньо масивною, щоб під дією власної гравітації набути майже сферичної форми — тобто перебувати в стані гідростатичної рівноваги. У 2019 році за допомогою сучасних телескопів астрономам вдалося вперше чітко розгледіти форму Гігеї — вона виявилася майже кулястою, тобто дійсно досягла гідростатичної рівноваги. Деякі дослідники — зокрема П'єр Вернацца та його колеги — вважають, що Гігея відповідає всім сучасним критеріям для того, щоб вважатися карликовою планетою. Якщо Міжнародний астрономічний союз офіційно визнає це, Гігея стане найменшою серед відомих карликових планет. Утім, на 2025 рік вона не має такого статусу.

## Фізичні характеристики

### Орбіта

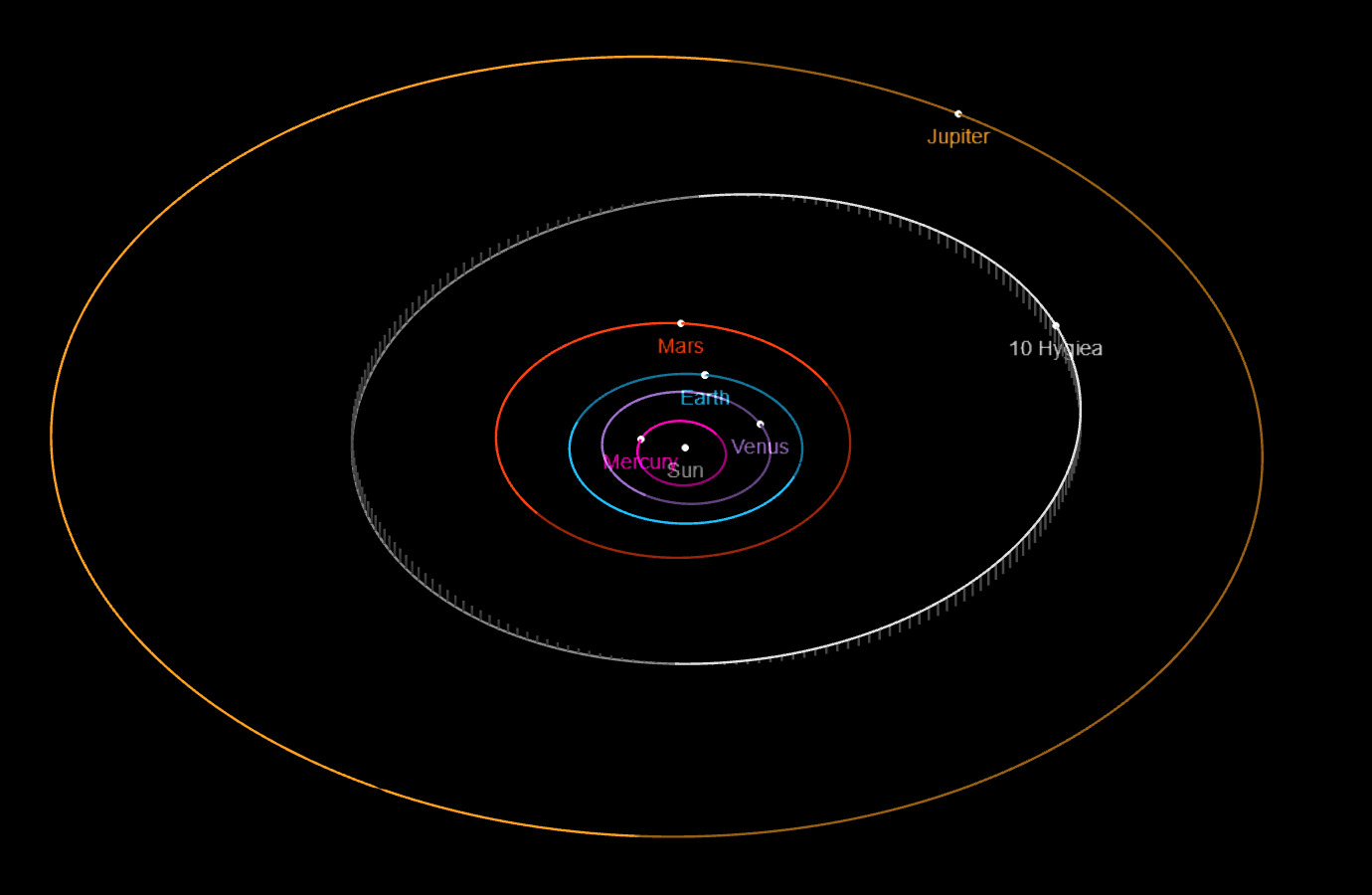
Схема орбіти Гігіеї (біла), з позначеними орбітами внутрішніх планет і Юпітера

Гігея обертається навколо Сонця на середній відстані (велика піввісь) приблизно 3,14 астрономічних одиниць — це близько 470 мільйонів кілометрів. Вона розташована у зовнішній частині головного поясу астероїдів — області між орбітами Марса і Юпітера, де обертається безліч малих тіл Сонячної системи. На один оберт навколо Сонця Гігея витрачає 5,57 земного року. Її орбіта має еліптичну форму. Найближче до Сонця (у перигелії) вона наближається на 2,79 астрономічної одиниці (близько 420 млн км), а найдалі (в афелії) віддаляється на 3,49 а. о. (приблизно 520 млн км). Орбіта Гігеї майже лежить у площині Сонячної системи: її нахил до екліптики становить лише 3,8°. Хоча Гігея знаходиться між Марсом і Юпітером, вона ніколи не наближається до них надто близько. Найменша відстань між нею та орбітою Марса — близько 1,24 а. о. (тобто 186 млн км), а до Юпітера — 1,54 а. о. (приблизно 230 млн км).
Гігея перебуває в орбітальному резонансі середнього руху з двома найбільшими планетами Сонячної системи — Юпітером і Сатурном. Швидкості її обертання навколо Сонця математично пов'язані зі швидкостями обертання Юпітера і Сатурна за формулою:
{\displaystyle 8n_{\rm {Jupiter}}-4n_{\rm {Saturn}}-3n_{\rm {Hygiea}}=0}
n — це середня кутова швидкість або частота обертання кожного тіла.
Через цей резонанс орбіта Гігеї змінюється хаотично. Це не означає, що вона раптово змінить свій напрямок чи вилетить із Сонячної системи, але передбачити її точне положення у просторі з часом стає дедалі складніше. Це пов'язано з поняттям часу Ляпунова — періоду, за який навіть найменші початкові зміни в положенні Гігеї призводять до великих відхилень у майбутньому русі. Для Гігеї цей час становить близько 14 000 –16 000 років. Це досить короткий відрізок часу порівняно з віком Сонячної системи, тому через стільки років передбачити точну орбіту Гігеї практично неможливо.
Інші астероїди іноді пролітають дуже близько від Гігеї — настільки, що її гравітація може змінювати їхні орбіти. Завдяки таким гравітаційним взаємодіям астрономи можуть оцінити масу Гігеї. У 2002 році було проведено дослідження, яке виявило 40 астероїдів, які між 1970 і 2000 роками проходили на відстані менше ніж 0,05 астрономічної одиниці (приблизно 7,5 мільйона кілометрів) від Гігеї.

### Обертання

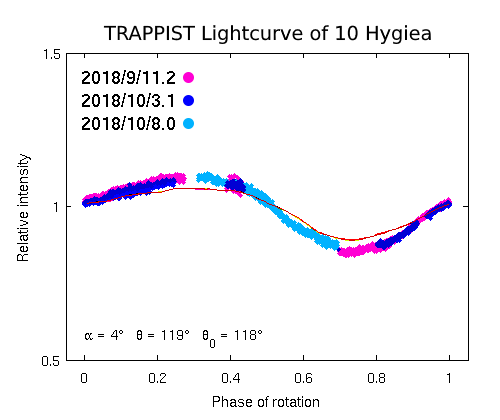
Крива блиску Гігіеї, виміряна телескопом TRAPPIST у 2018 році

Гігея обертається навколо власної осі приблизно за 13 годин 49,5 хвилин. Цей період обертання визначили дуже точно, з похибкою всього близько 0,2 секунди, завдяки прямим спостереженням і аналізу зміни яскравості астероїда з часом. З Землі ми помічаємо, що яскравість Гігеї змінюється приблизно на 15 % від середнього рівня. Це відбувається тому, що різні частини її поверхні відбивають світло по-різному, і в міру обертання до нас по черзі повертаються ділянки з різним відбиванням.
Вісь обертання Гігеї спрямована майже у бік південного полюса площини екліптики. За координатами це приблизно екліптична довгота 306° і широта −29°, з похибкою ± 3°. Цей нахил осі дуже великий — близько 120° відносно площини екліптики. Оскільки цей кут більший за 90°, Гігея обертається ретроградно — тобто у напрямку, протилежному руху своєї орбіти навколо Сонця.

Моделювання ретроградного обертання Гігіеї

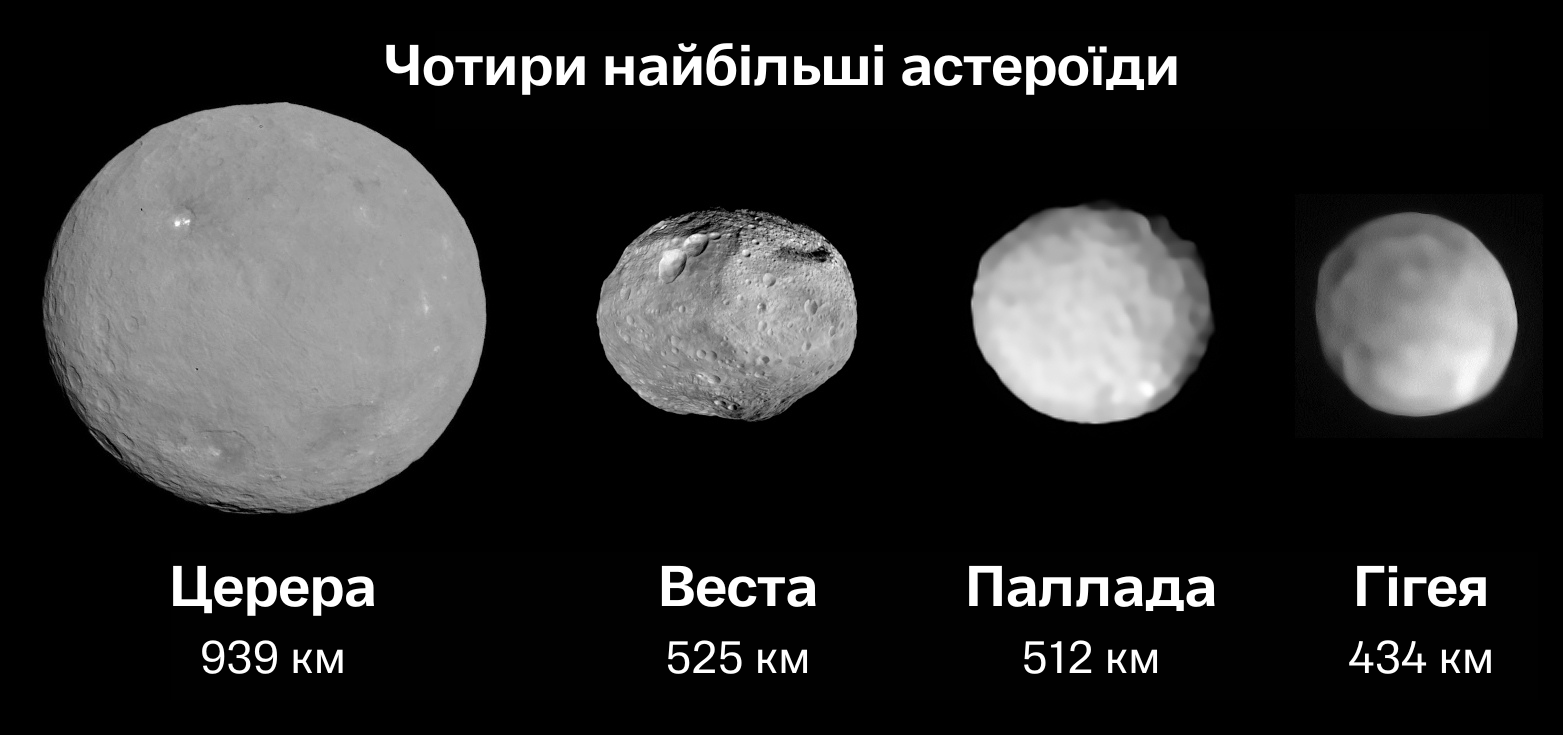
Відносні розміри чотирьох найбільших астероїдів.

Перші оцінки періоду обертання Гігеї, зроблені ще в 1950-х роках, припускали, що повний оберт Гігеї навколо своєї осі триває приблизно 18 годин. Пізніші дослідження, зокрема з 1991 року, навіть давали ще більші значення — близько 27,6 години. Ці неточності пояснюються тим, що тоді не було достатньо якісних даних. Ранні вимірювання ґрунтувалися на обмежених спостереженнях, і на їхній основі неможливо було побудувати надійну криву блиску. Лише завдяки зображенням високої роздільності, отриманим у 2010-х роках за допомогою сучасних телескопів, вдалося точно виміряти період обертання Гігеї: 13,83 години. Таким чином з'ясувалося, що вона обертається приблизно вдвічі швидше, ніж вважали раніше.

### Розмір і маса
Гігея — четвертий за розмірами та масою астероїд у головному поясі, який лежить між орбітами Марса і Юпітера. Її середній діаметр становить приблизно 433 кілометри (з похибкою ± 8 км). Маса Гігеї оцінюється як близько (8,74 ± 0.69) × 10¹⁹ кілограмів — це приблизно 1/10 від маси найбільшого астероїда, Церери. Попри те, що вона суттєво поступається Церері за розмірами й масою, Гігея є найбільшим об'єктом у зовнішній частині головного поясу та становить приблизно 3 % від усієї маси поясу астероїдів. Разом із Церерою, Палладою і Вестою Гігею іноді включають до групи «Великої четвірки» найбільших астероїдів, хоча історично цим терміном позначали не найбільші за розмірами, а перші чотири відкриті астероїди — Цереру, Палладу, Юнону та Весту. Статус четвертого за розміром астероїда Гігея здобула лише у 1974 році, коли астроном Девід Моррісон вперше виміряв її розміри та альбедо (відбивну здатність поверхні) за допомогою інфрачервоного випромінювання.
Найточніші вимірювання розмірів Гігеї на сьогодні були зроблені за допомогою одного з найпотужніших телескопів у світі — ДВТ (Дуже великий телескоп), що розташований у Чилі. Цей телескоп має спеціальну систему, яка компенсує спотворення, спричинені атмосферою Землі, тому дозволяє отримувати дуже чіткі зображення далеких космічних об'єктів. Завдяки цьому астрономи змогли напряму сфотографувати Гігею і точно визначити її діаметр. Масу Гігеї можна обчислити, спостерігаючи її вплив на інші об'єкти. Коли інший астероїд пролітає поблизу, гравітація Гігеї трохи змінює його траєкторію. Якщо виміряти цю зміну до і після зближення, можна дізнатися, наскільки сильним був вплив — а отже, і яку масу має сама Гігея. Першу спробу визначити її масу зробили ще у 1986 році. Тоді вчені проаналізували, як астероїд під назвою 829 Академія змінив свій шлях після того, як 19 травня 1927 року пролетів на відстані всього 900 тисяч кілометрів від Гігеї.

### Родина Гігеї

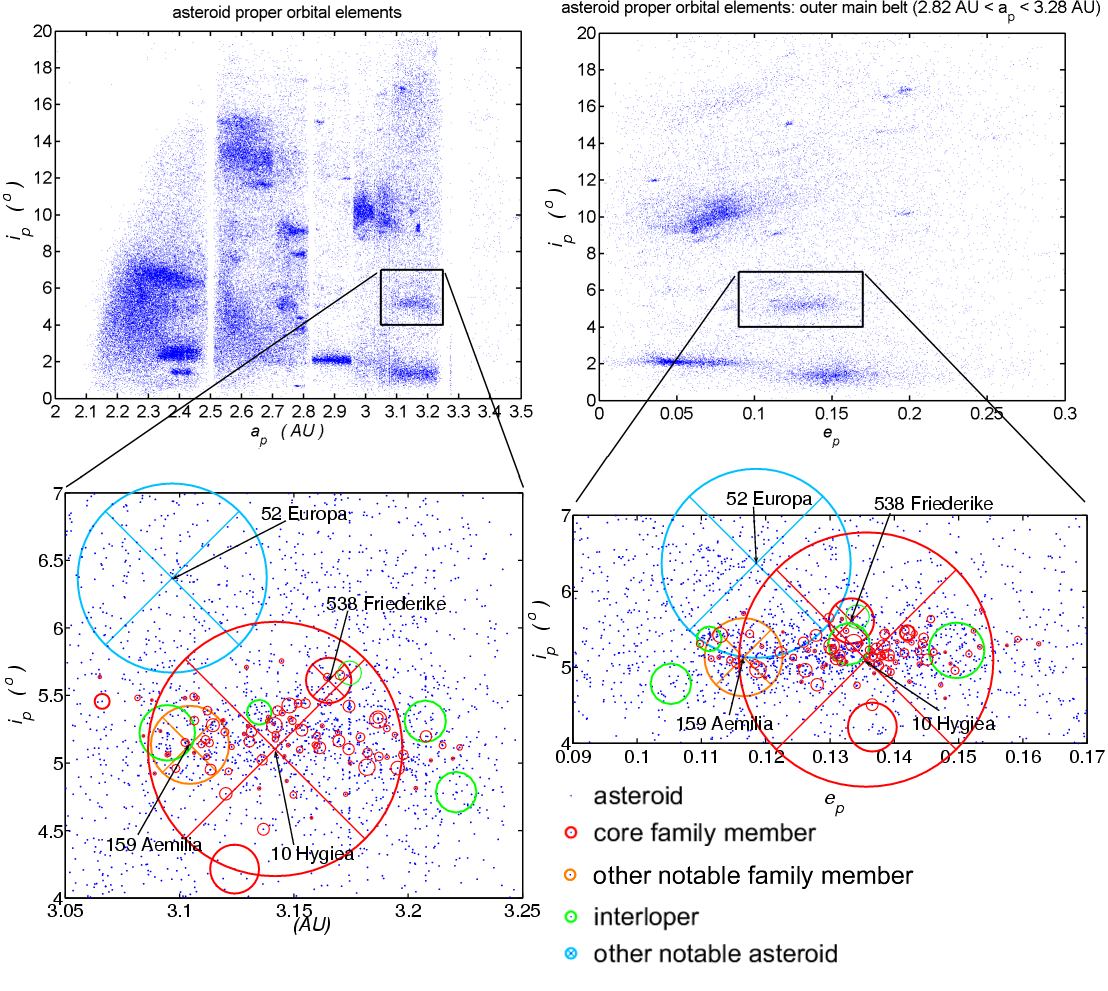
Розташування та будова родини Гігеї

Гігея є головним тілом так званої сім'ї Гігеї — великої групи астероїдів, які мають схожі орбіти та схожий склад, що вказує на їхнє спільне походження. До цієї сім'ї належить понад 7 000 астероїдів, що робить її найбільшою серед астероїдних сімейств у зовнішній частині головного поясу. Більшість з них належать до астероїдів типу С. Вчені вважають, що ця сім'я утворилася приблизно 2–3 мільярди років тому внаслідок потужного зіткнення, коли великий космічний об'єкт ударив по Гігеї, викинувши в космос значну частину її матеріалу. За оцінками, у результаті цього удару було викинуто щонайменше 1,7 % від початкової маси самого астероїда. Розмір об'єкта, що зіткнувся з Гігеєю та утворив цю сім'ю, міг становити від 75 до 150 кілометрів у діаметрі. Астероїд Гігея містить майже всю масу цієї групи — понад 98 % від загальної маси всієї родини.

## Геологія

### Форма, кратери та рельєф

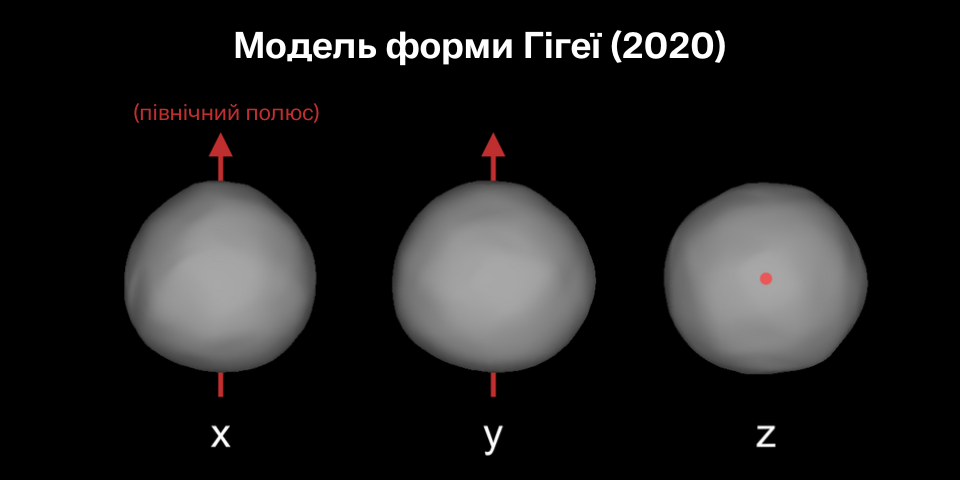
Модель форми Гігеї з трьох взаємно ортогональних проєкцій

Гігея має майже сферичну або еліпсоїдну форму з розмірами приблизно 450 × 430 × 424 км. Похибка вимірювань становить близько ±10 км для екваторіальних осей і ±20 км для полярної осі. Гігея є другою за ступенем сферичності серед усіх астероїдів головного поясу після Церери. Така майже куляста форма свідчить про те, що Гігея перебуває в стані гідростатичної рівноваги — тобто її форма сформувалася під впливом власної гравітації, яка прагне надати тілу максимально компактну і симетричну форму. Сплюснутість на полюсах і обертальний рух Гігеї дуже близькі до форми, відомої як сфероїд Маклорена — це форма, яку приймає обертове, самогравітаційне, рідке тіло в стані гідростатичної рівноваги.

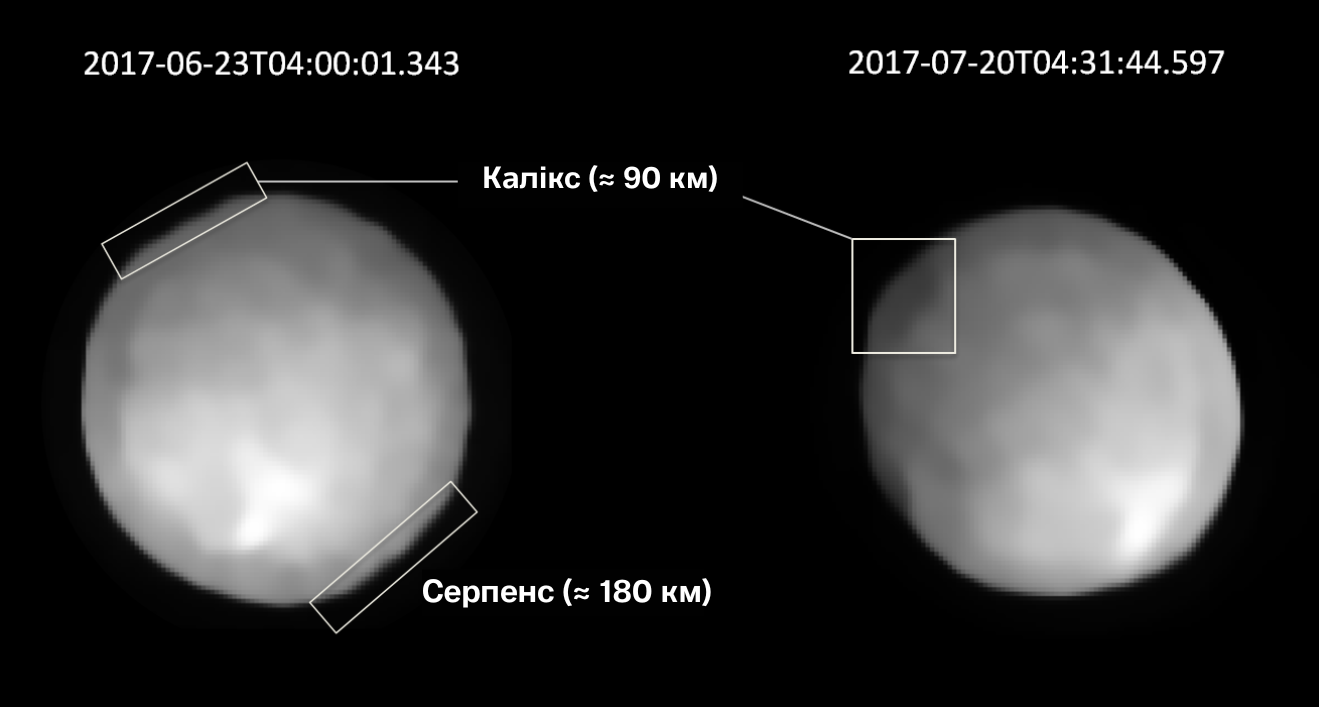
Два великі кратери Гігіеї Серпенс і Калікс

На відміну від більшого астероїда Вести, Гігея не має великих ударних кратерів чи басейнів, які могли б суттєво спотворювати її сферичну форму. За високоякісними зображеннями, отриманими з телескопа ДВТ, на поверхні Гігеї виявили лише два великих кратери. Їхні діаметри становлять приблизно 180 ± 15 км та 97 ± 10 км. Обидва кратери мають характерні центральні вершини, які називають центральними піками — це горбки в центрі ударних западин, що утворюються внаслідок процесів після удару. Дослідники на чолі з  П'єром Вернаццою, які аналізували ці зображення, неофіційно дали кратерам імена — більший назвали Серпенс (англ. Serpens, з латини «змія»), а менший — Калікс (англ. Calix, латинське слово «чаша»). Ці назви обрані через символіку, пов’язану з богинею здоров’я Гігеєю, але поки не затверджені Міжнародним астрономічним союзом.

### Поверхня

#### Альбедо, температура та реголіт

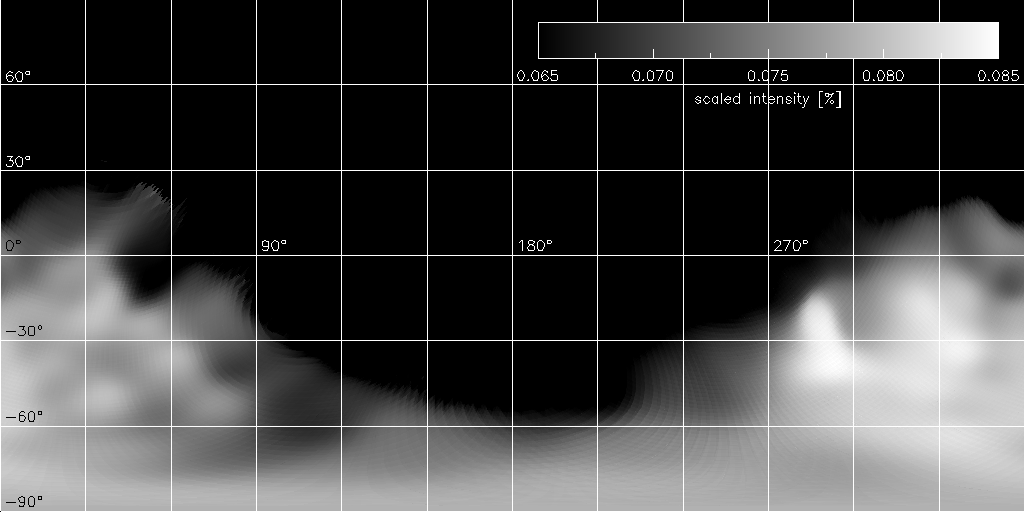
Карта альбедо і тіней південної півкулі Гігеї в прямокутній проєкції, побудована за ДВТ-знімками. Яскрава пляма присутня на довготі 290° і широті −30°

Поверхня Гігеї є темною — її середнє геометричне альбедо, тобто здатність відбивати світло у напрямку до спостерігача, становить лише 6,3–7,2 %. Це означає, що вона відбиває дуже невелику частину сонячного світла, яке на неї потрапляє. Яскравість поверхні Гігеї неоднорідна: вона змінюється залежно від того, як світло відбивається на різних ділянках. На ці варіації впливають як відмінності у відбивній здатності (альбедо), так і тіні, що утворюються через особливості рельєфу. На зображеннях, отриманих за допомогою телескопа ДВТ, видно кілька яскравих плям, зокрема одну з найяскравіших у південній півкулі — приблизно на довготі 290° і широті −30°. Ця ділянка відбиває на 10 % більше світла, ніж середня поверхня астероїда, що робить її помітною серед загалом тьмяного фону. Крім того, на довготі 60° і широті 0° спостерігається велика темна зона вздовж екватора. Найімовірніше, це не регіон з іншим хімічним складом, а просто тінь, що утворилася через особливості місцевості.
Температура на поверхні Гігеї змінюється залежно від кількох чинників — її обертання, відстані до Сонця, а також фізичних властивостей поверхневого ґрунту, зокрема реголіту. У найтеплішій точці поверхні, де Сонце перебуває безпосередньо в зеніті, температура може сягати приблизно 230 К, що відповідає −43 °C. Проте така температура — тимчасове явище: оскільки Гігея обертається, її освітлені ділянки змінюються, і тепло поступово розсіюється. У затінених регіонах температура швидко падає, що призводить до добових коливань. Середня температура на поверхні змінюється й протягом її орбітального руху. Коли Гігея перебуває ближче до Сонця, в перигелії, температура може підійматися до 180 К (приблизно −93 °C), а в афелії — падати до 150 К (близько −123 °C). На своїй середній відстані від Сонця — приблизно 3,14 астрономічної одиниці — середня температура поверхні становить близько 163 К, або −110 °C. Такий температурний режим робить Гігею дуже холодним і вкритим значною кількістю замерзлих летких речовин тілом.
Гігею описують як об'єкт з помітною запиленістю. Її поверхня вкрита тонким шаром реголіту — дрібнозернистого пилу, а не великих кам'янистих уламків. Цей дрібний пил має низьку теплову інерцію, тобто швидко віддає накопичене тепло в космос. Через це температура на поверхні Гігеї зазвичай нижча, ніж можна було б очікувати, виходячи з її відстані від Сонця та інших факторів. Вважається, що реголіт на Гігеї ще більш дрібнозернистий і запилений, ніж реголіт на Місяці. Це свідчить про те, що поверхня астероїда є дуже «зрілою» — тобто вона тривалий час зазнавала космічних впливів, таких як удари метеоритів і вплив сонячного випромінювання. Ці процеси поступово руйнують та подрібнюють матеріал, формуючи тонкий і дрібний шар пилу. Товщина шару реголіту на поверхні Гігеї оцінюється щонайменше у 8 сантиметрів. Дослідження властивостей реголіту здійснювали шляхом аналізу температури астероїда та його теплового випромінювання у різних діапазонах — інфрачервоному, субміліметровому та мікрохвильовому. Результати показали, що поверхня Гігеї холодніша за очікувану, що зумовлено саме особливостями її реголіту.

#### Склад

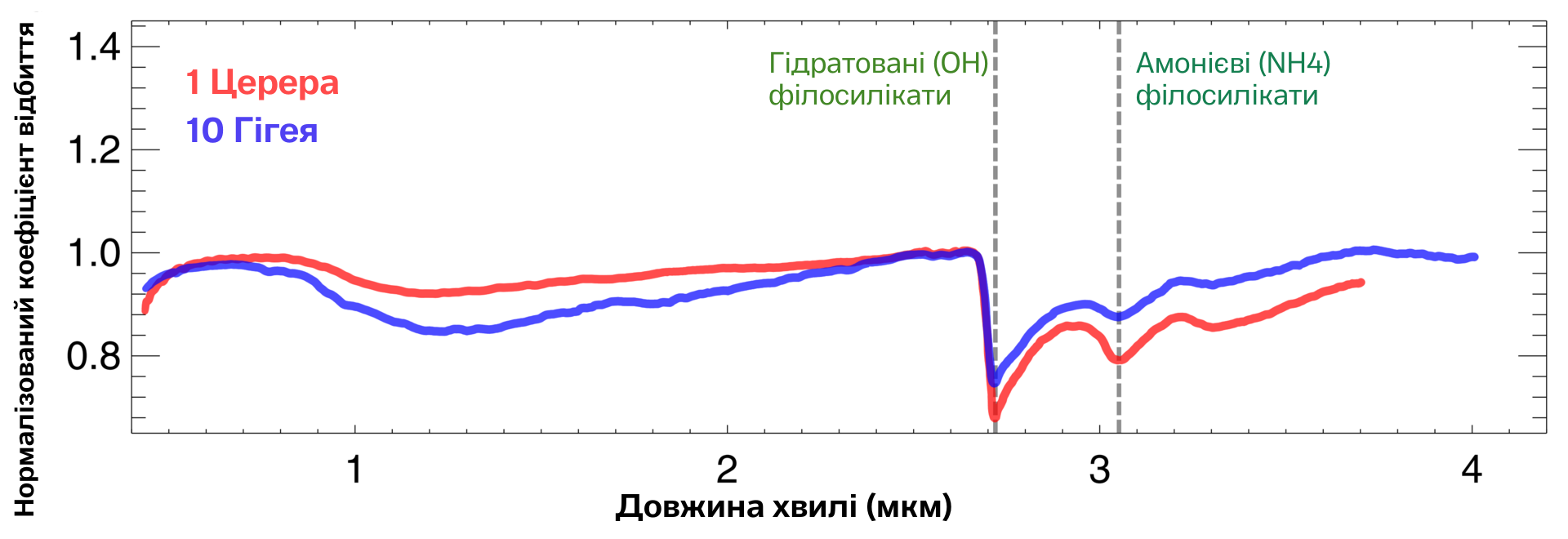
Схожі спектри Церери (червоний) і Гігеї (синій) у видимій і ближній інфрачервоній області вказують на те, що вони мають подібний склад.

Гігея — це вуглецевий астероїд, поверхня якого переважно складається з мінералів, що містять воду та амоній, зокрема філосилікатів і карбонатів. Окрім того, на її поверхні виявлено ознаки присутності водяного льоду. Інформація про склад Гігеї була отримана завдяки спектроскопічним спостереженням — методу, який дозволяє визначати хімічний склад об'єктів за аналізом світла, відбитого від їхньої поверхні. Аналіз видимого та ближнього інфрачервоного спектрів класифікує Гігею як астероїд типу C. Група C-типових астероїдів є поширеною у зовнішній частині головного поясу астероїдів — саме в цій зоні Сонячної системи Гігея і розташована. Ці астероїди відзначаються темним забарвленням і багатством вуглецевих сполук, що робить їх важливими об'єктами для вивчення процесів формування та еволюції малих тіл Сонячної системи.
Спектр і склад поверхні Гігеї дуже подібні до характеристик вуглецевих хондритних метеоритів та карликової планети Церери; її навіть називають можливим «спектральним близнюком Церери». Схожість з вуглецевими хондритами, особливо з типом CM-хондритів, свідчить про те, що Гігея зазнала невеликого термічного впливу — її мінерали майже не піддавалися високим температурам. Водночас поверхня астероїда зазнала деякого впливу води, яка змінила її первинний склад. Саме це робить Гігею примітивним космічним тілом, тобто таким, що збереглося майже у первісному стані з часів формування Сонячної системи. Незначні відмінності у ближньому інфрачервоному спектрі між Гігеєю і Церерою свідчать про те, що концентрації зволожених і амонійвмісних мінералів на цих тілах трохи відрізняються. Спостереження з високою роздільною здатністю, здійснені космічним телескопом Джеймса Вебба, показали, що філосилікати на поверхні Гігеї багаті на магній і належать до амонійвмісного сапоніту — мінералу, який утворюється за умов наявності води.

### Густина та внутрішня структура
За оцінками 2020 та 2021 року, насипна вага Гігеї становить приблизно 1,94 ± 0,25 г/см³ або 2,06 ± 0,20 г/см³. Ці значення близькі до густини карликової планети Церери (2,16 г/см³), і це, з огляду на великі розміри Гігеї, може свідчити про те, що її внутрішня структура є диференційованою. Іншими словами, Гігея складається з шарів — щільнішого ядра і менш щільної оболонки, подібно до планет.
Існує ймовірність того, що під поверхнею Гігеї міститься велика кількість водяного льоду. На це вказують кілька чинників: зокрема, помірно низьке середнє значення її густини, спектроскопічні спостереження, які виявили ознаки наявності водяного льоду, а також відсутність великих чашоподібних кратерів, які зазвичай утворюються після сильних зіткнень. Вважається, що лід під поверхнею може «пом'якшувати» удари, запобігаючи утворенню таких кратерів.
Якщо брати вищу оцінку густини — 2,06 г/см³, — то Гігея є однією з найщільніших серед великих астероїдів C-типу з діаметром понад 300 км. Для порівняння, густина більшості таких об'єктів коливається від 1,5 до 2,16 г/см³. Дослідники на чолі з П'єром Вернаццою вважають, що такі значення густини вказують на низьку пористість внутрішньої структури — тобто, на відміну від багатьох менших астероїдів, Гігея має досить щільну будову. Вони також припускають, що це може бути наслідком тривалого впливу води на породи, з яких складається Гігея: цей процес, відомий як водна альтерація, або гідротермальна зміна (англ. aqueous alteration), у давнину міг «зцементувати» первинний матеріал, зробивши тіло міцнішим і щільнішим.

## Спостереження та дослідження

### Спостереження

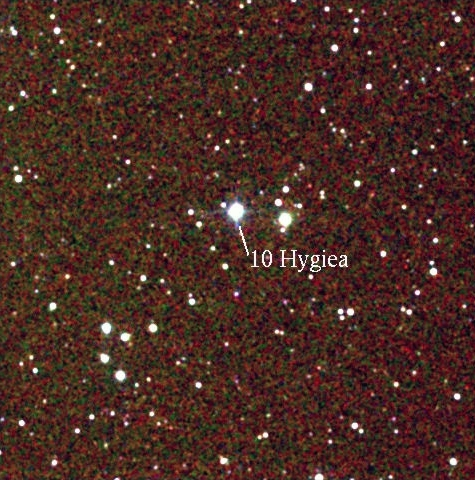
Зображення 10 Гігея, зроблене в рамках дослідження 2MASS

Хоча Гігея є найбільшим тілом у зовнішній частині головного поясу астероїдів, її видимість із Землі обмежена. Це пояснюється низьким альбедо (темною поверхнею з низькою відбивною здатністю) та значною відстанню від Сонця. Через це Гігея виглядає дуже тьмяною навіть попри великі розміри. Серед перших 23 відкритих астероїдів вона є третьою за тьмяністю: слабше за неї спостерігаються лише 13 Егерія та 17 Фетіда.
Під час звичайних протистоянь — коли Гігея перебуває в найближчій до Землі точці на своїй орбіті — її блиск становить приблизно +10,2 зоряної величини. Це робить її приблизно у 10 000 разів тьмянішою за Весту, один із найяскравіших астероїдів. Щоб спостерігати Гігею в таких умовах, потрібен телескоп з апертурою щонайменше 4 дюйми (100 мм). Однак у сприятливі періоди протистояння, коли Гігея перебуває поблизу перигелію — тобто найближчої до Сонця точки своєї орбіти, — її блиск може сягати +9,1 зоряної величини. У таких випадках її можливо розгледіти навіть у бінокль 10×50. Це вирізняє Гігею серед інших великих астероїдів: наприклад, 704 Інтерамнія та 511 Давіда, які за розміром наближаються до неї, завжди залишаються надто тьмяними для спостереження без телескопа.
До сьогодні астрономи зафіксували 17 подій покриття зір Гігеєю — коли астероїд проходить перед далеким світилом, тимчасово затіняючи його. Дві з них, у 2002 та 2014 роках, спостерігалися широким колом астрономів. Такі покриття є важливими для визначення точних параметрів тіла, бо дозволяють уточнити розміри, форму та орієнтацію осі обертання астероїда. Космічний телескоп «Габбл» проводив цілеспрямовані спостереження Гігеї, але не виявив навколо неї жодного супутника діаметром понад 16 км, що свідчить про ймовірну ізольованість Гігеї серед інших великих тіл поясу астероїдів.

### Дослідження
Жодна космічна місія досі не досліджувала Гігею безпосередньо. У 2006 році астроном Марк Сайкс разом із колегами з Планетологічного інституту (англ. Planetary Science Institute) запропонував НАСА місію Exploring the Very Earliest Epoch (EVE) у межах програми Discovery. Ідея полягала в запуску модифікованої версії космічного апарата Dawn, який раніше досліджував Весту та Цереру. Згідно з пропозицією, запуск мав відбутися у жовтні 2011 року, а прибуття до Гігеї — у 2021 році. Однак НАСА не затвердило цю місію.
У 2013 році французькі дослідники П'єр Вернацца та Філіпп Ламі подали до Європейського космічного агентства (ЄКА) концепцію місії INSIDER у межах конкурсу середньобюджетних місій. Проєкт передбачав обліт двох або трьох великих астероїдів головного поясу, з можливістю спуску одного або двох посадкових апаратів на їхню поверхню. Серед потенційних цілей місії розглядалися 10 Гігея та 24 Феміда. Однак ця пропозиція також не була відібрана ЄКА для реалізації. Дослідження таких примітивних вуглецевих астероїдів, як Гігея, могло б дати унікальне уявлення про склад і умови, що панували в Сонячній системі на ранніх етапах її формування. Особливості складу, геології та еволюції таких тіл мають ключове значення для розуміння походження води, органіки та інших летких речовин у внутрішній частині Сонячної системи.

## У культурі
У всесвіті The Expanse (романи Джеймса С. А. Корі й однойменний серіал) астероїд Гігея згадується як місце розташування Hygeia Station — великої космічної станції, населеної людьми з поясу астероїдів. Гігея відіграє важливу роль у п'ятому та шостому сезонах серіалу, зокрема, в третьому епізоді п'ятого сезону вона виступає як один із ключових пунктів, через які діє фракція поясників під проводом Марко Інароса. Як і багато інших поселень у поясі, Гігея потерпала від високих податків, запроваджених ООН, що значно ускладнювало життя її мешканцям. Через це вартість базових ресурсів на станції була надзвичайно високою, а більшість населення жила у злиднях. Така ситуація сприяла розвитку потужного чорного ринку, особливо торгівлі гідропонною продукцією — рослинами, вирощеними у спеціальних розчинах без ґрунту. Саме ці культури були життєво важливими для харчування та виживання у суворих умовах космічних колоній.